# Talkie Walkie
Talkie Walkie (фр. Рация) — четвёртый студийный альбом группы Air, выпущенный 26 января 2004 года лейблом Virgin Records. Является одним из самых успешных альбомов в истории коллектива. Talkie Walkie менее сложный, чем предыдущий студийный альбом, и знаменует возврат к классическим поп-структурам.

## Об альбоме
Альбом, скорее всего, был назван в честь песни «Le Talkie Walkie», исполненной Сержем Генсбуром, чьё влияние на дуэт было значительным. Песня «Mike Mills» названа в честь клипмейкера Майка Миллса.
Несколько композиций из альбома были использованы в различных сериалах и фильмах. Например, песня «Alone in Kyoto» была использована как саундтрек к фильму «Трудности перевода» 2003 года, а «Run» звучала в эпизоде сериала «Вероника Марс» — «Никто не поставит ребенка в угол!» и во французском фильме «Лила говорит». Данный альбом был выпущен в некоторых регионах со специальной защитой от копирования компакт-дисков — Copy Control.

## Отзывы критиков
| Совокупная оценка    | Совокупная оценка |
| Источник             | Оценка            |
| -------------------- | ----------------- |
| Metacritic           | 75/100            |
| Оценки критиков      |                   |
| Источник             | Оценка            |
| AllMusic             | [ 5 ]             |
| Entertainment Weekly | A−                |
| The Guardian         | [ 7 ]             |
| Los Angeles Times    | [ 8 ]             |
| NME                  | 8/10              |
| Pitchfork Media      | 8.3/10            |
| Q                    | [ 11 ]            |
| Rolling Stone        | [ 12 ]            |
| Spin                 | B                 |
| Uncut                | [ 14 ]            |

Talkie Walkie получил в целом положительные отзывы музыкальных критиков. На Metacritic, который присваивает рецензиям из ведущих изданий нормализованную оценку по шкале от 0 до 100, альбом получил средний балл 75 на основе 29 рецензий.
Роб Шеффилд из Rolling Stone назвал альбом «отличным» и отметил, что Air «вернулись к тому, что у них получается лучше всего: элегантная, мрачная музыка для саундтреков к воображаемым фильмам». Рецензент NME Пирс Мартин прокомментировал: «Конечно, она лёгкая и воздушная, но в то же время нежная и романтичная, синтетическая и проникновенная. Это звучит легко, по-новому и необычно, свежо и сосредоточенно, чисто и по-дзэнски, что, без сомнения, является результатом решения Годена и Данкеля играть и программировать все инструменты, а также исполнять все вокальные партии на записи самостоятельно в Париже без какой-либо внешней помощи…». Хвалили продюсера Найджела Годрича и аранжировщика струнных Мишеля Коломбье, которые, предположительно, работали над альбомом на заключительном этапе, а также за более личное и продуманное написание песен.

### Награды
Pitchfork Media назвал Talkie Walkie 20-м лучшим альбомом 2004 года, а позже поставил его на 191-е место в списке 200 лучших альбомов 2000-х.

## Коммерческий успех
По данным Nielsen SoundScan, по состоянию на ноябрь 2006 года в США было продано 161 000 копий Talkie Walkie. По данным Virgin Records, за пределами Франции было продано 405 000 копий альбома в течение двух недель после его выпуска.

## Список композиций
Слова и музыка всех песен — Жан-Бенуа Дункель и Николя Годэн.
| №                   | Название              | Длительность |
| ------------------- | --------------------- | ------------ |
| 1.                  | «Venus»               | 4:04         |
| 2.                  | «Cherry Blossom Girl» | 3:39         |
| 3.                  | «Run»                 | 4:12         |
| 4.                  | «Universal Traveler»  | 4:22         |
| 5.                  | «Mike Mills»          | 4:26         |
| 6.                  | «Surfing on a Rocket» | 3:43         |
| 7.                  | «Another Day»         | 3:20         |
| 8.                  | «Alpha Beta Gaga»     | 4:39         |
| 9.                  | «Biological»          | 6:04         |
| 10.                 | «Alone in Kyoto»      | 4:51         |
| Общая длительность: | Общая длительность:   | 43:34        |

| №                   | Название            | Длительность |
| ------------------- | ------------------- | ------------ |
| 9.                  | «Easy Going Woman»  | 4:34         |
| Общая длительность: | Общая длительность: | 48:08        |

## Участники записи[20]
| Air - Жан-Бенуа Дункель — музыкальное исполнение - Николя Годэн — музыкальное исполнение Приглашённые музыканты - Малик Меззадри — флейта (трек 2) - Джессика Бэнкс — дополнительный вокал (трек 2) - Брайан Райтцелл — райд-тарелка (трек 6) - Джейсон Фолкнер — бас (трек 6) - Лиза Папино — дополнительный вокал (треки 6, 9) - Джои Уоронкер — перкуссия (треки 6, 9) - Мишель Коломбье — фортепиано (трек 9); струнные аранжировки | Производственный персонал - группа Air — продюсирование - Найджел Годрич — дополнительные записи, продюсирование, сведение - Даррелл Торп — помощь в сведении (все треки); запись уличных звуков (трек 8) - Боб Людвиг — мастеринг Художественное оформление - Ричард Принс — обложка - Аарон Кляйн — техническая поддержка - Клод Гассиан — фотография для обложки - Дженна Феллинг — фотографии для обложки - Марк Тейсье дю Кро — полароидные снимки - Роджер Горман — дизайн |

## Чарты
| Чарт (2004 г.)                          | Позиция в чартах |
| --------------------------------------- | ---------------- |
| Австралия (ARIA)                        | 18               |
| Австрия (Ö3 Austria)                    | 15               |
| Бельгия/Фландрия (Ultratop)             | 2                |
| Бельгия/Валлония (Ultratop)             | 9                |
| Чехия (ČNS IFPI)                        | 51               |
| Дания (Hitlisten)                       | 11               |
| Нидерланды (Album Top 100)              | 17               |
| Европа (Billboard)                      | 1                |
| Финляндия (Suomen virallinen lista)     | 8                |
| Франция (SNEP)                          | 3                |
| Германия (Offizielle Top 100)           | 5                |
| Греция (IFPI)                           | 22               |
| Ирландия (IRMA)                         | 1                |
| Италия (Classifica album)               | 3                |
| Япония (Oricon Albums Chart)            | 146              |
| Норвегия (VG-lista)                     | 3                |
| Польша (ZPAV)                           | 40               |
| Португалия (AFP)                        | 2                |
| Шотландия (Scottish Albums Chart)       | 2                |
| Испания (PROMUSICAE)                    | 56               |
| Швеция (Sverigetopplistan)              | 43               |
| Швейцария (Schweizer Hitparade)         | 4                |
| Великобритания (UK Albums Chart)        | 2                |
| США (Billboard 200)                     | 61               |
| США (Billboard Independent Albums)      | 3                |
| США (Billboard Dance/Electronic Albums) | 2                |

| Чарт (2004 г.)                             | Позиция в чарте |
| ------------------------------------------ | --------------- |
| Belgian Albums (Ultratop Flanders)         | 66              |
| French Albums (SNEP)                       | 103             |
| UK Albums (OCC)                            | 128             |
| US Top Dance/Electronic Albums (Billboard) | 5               |

## Сертификации
| Регион | Сертификация | Продажи  |
| --- | ------------ | -------- |
| Дания (IFPI Danmark) | Золотой      | 10 000   |
| Ирландия (IRMA) | Золотой      | 7500^    |
| Великобритания (BPI) | Золотой      | 100 000^ |
| США | —            | 161,000  |
| ^ Данные о тиражах приведены только на основе сертификации. · Данные о продажах + прослушиваниях приведены только на основе сертификации. |              |          |